# Samantha Powerová
Samantha Powerová (* 21. září 1970 Dublin) je americká novinářka, vědkyně, spisovatelka a diplomatka irského původu, která v letech 2013–2017 zastávala úřad velvyslankyně Spojených států amerických při Organizaci Spojených národů. Ve funkci nahradila Susan Riceovou, přičemž v mezidobí pravomoci vykonávala Rosemary DiCarlová.
Její kniha A Problem from Hell zabývající se postojem Spojených států ke genocidám získala v roce 2003 Pulitzerovu cenu.
Je členkou Demokratické strany. Od roku 2008 je manželkou Casse Sunsteina, s kterým má dvě děti.